# Державний камерний оркестр джазової музики
Державний камерний оркестр джазової музики імені Олега Лундстрема — один з перших біг-бендів, що зародився в епоху свінгу, заснований в 1934 р в місті Харбіні дітьми працівників Китайсько-Східної залізниці. Це був самий «довгограючий» оркестр, де беззмінним керівником був Олег Леонідович Лундстрем.

## Історія
Народження оркестру прямо пов'язане з магазином продажу грамплатівок в Харбіні. Олег Лундстрем був там частим покупцем. Їм була придбана платівка Дюка Еллінгтона, прослуховування якої сподвигло його на створення джазового оркестру.
У 1934 році дев'ять молодих музикантів приймають рішення про створення свого джаз-оркестру. Шляхом голосування, керівником був обраний 18-річний Олег Лундстрем. Оркестр склали: барабани, один тромбон, два альт-саксофона, дві труби, один тенор-саксофон, на якому грав брат Олега - Ігор Лундстрем, фортепіано - Олег Лундстрем, банджо і контрабас в одній особі. Це був перший склад оркестру Олега Лундстрема.
У 1935 році оркестр починає грати на балах, танцювальних вечорах, а також виступає на місцевому радіо, де його представляють під назвою «Зелений крокодил».
У 1936 році в зв'язку зі зміною політичної обстановки, а саме продажу КВЖД Японії, відтік російських емігрантів з Харбіна, збільшився. Оркестр не став винятком і переїхав до міста Шанхай. Міжнародний портове місто, дозволив розвиватися колективу в професійній діяльності. Першим їхнім виступом і місцем роботи був готель «Янцзи» (англ. Yangtze), в подальшому один з популярних болл-рум (танцювальний зал) «Мажестік Плаза» (англ. Majesty Plaza), пізніше елітний болл-рум «Парамаунт» (англ. Paramount). Всі ці виступи підняли Лундстрема і його оркестр на вершину популярності. З 1937 по 1940 рік оркестр виїжджав на літній сезон в курортне місто Циндао.
Лундстрем починає роботу над аранжуванням російських пісень у джазовій обробці, і втілює їх у життя. Такі музичні твори, як: «Пісня про капітана» І. О. Дунаєвського, «Чужі міста» О. М. Вертинського, «Катюша» М. І. Блантера і багато інших, приносять йому ще великий успіх, на величезному конкурентом ринку сфери біг-бендів, яких було більше сорока в місті, і один з них був не менш відомий, з яким доводилося змагатися. Це був оркестр, в якому грав Бак Клейтон. Як би там не було, преса Шанхая, називала Лундестрема - «Королем джазу Далекого Сходу».
У 1941 році під час німецько-радянської війни, учасники оркестру в повному складі подають заяви в консульство СРСР в Шанхаї, з проханням відправити їх на фронт добровольцями, але все до єдиного отримують відмову. Це було викликано тим, що на той час починалася державна боротьба з космополітизмом. Радянська влада розглядала джаз, як ідеологічно чуже музичний напрям і як форму «розтлінного впливу» на радянських людей з боку Заходу.
У 1947 році колективу Лундстрема, в повному складі було дозволено повернутися в СРСР, при цьому було запропоновано декілька міст для проживання. Їх вибір припав на місто Казань, так як в ньому знаходилася консерваторія, нині - Казанська консерваторія. Для оркестру цей переїзд, склався не так як хотілося. Їх розподілили в оперні театри і оркестри кінотеатрів, так як виявилося на той час, що джаз, народу був не потрібен.
Всі учасники оркестру у 1948 році надходять вчитися в консерваторію. Лундстрем робить обробки татарських пісень в інструментальному і вокальному виконанні. З цього моменту оркестр дає разові виступи, а після починає складати програми концертів. У цьому йому допомагає художній керівник Татарській державної філармонії, композитор О. С. Ключар, який зміг побачити потенціал джазового оркестру.
До 1955 року весь колектив оркестру закінчив навчання в консерваторії. Перший їх крок до завойовування сердець публіки, був запис на місцевому радіо, а в подальшому запис грамплатівки, яка складалася з серії п'єс татарських композиторів в джазовій обробці Лундстрема. У цьому ж році, Ключарев допомагає оркестру вийти на велику сцену Казанського драматичного театру, де той дає серію концертів. Це був тріумф для оркестру, що призвело до того, що на них звернули уваги московські концертні організації, після чого почалися переговори про проведення постійної концертної діяльності.
1 жовтня 1956 за наказом Міністерства культури СРСР, був створений концертно-естрадний оркестр в системі всеросійського гастрольно-концертного об'єднання під керівництвом Олега Лундстрема. З цього часу, для оркестру почалася гастрольне життя. До розвалу СРСР, було проведено більше десяти тисяч концертів на території пострадянського простору і зарубежём.
У 1998 році оркестр Олега Лундстрема, вперше виступив у Великому залі Московської консерваторії. Цей виступ, зміцнил статус джазових музикантів в цілому по країні.
Олег Леонідович Лундстрем отримав наступні звання - «Заслужений артист РРФСР» (1973 г.), «Народний артист РРФСР» (1984 г.), Почесний ступінь Доктора наук Міжнародної академії Сан-Марино (1993 г.). 14 жовтня 2005, пішов з життя Великий людина Джазу.
На сьогоднішній день, художнім керівником оркестру і головним диригентом, є Народний артист Росії - Борис Михайлович Фрумкін.